# Angerville-la-Campagne
Angerville-la-Campagne település Franciaországban, Eure megyében. Lakosainak száma 1404 fő (2022. január 1.). Angerville-la-Campagne Arnières-sur-Iton, Les Baux-Sainte-Croix, Évreux és Guichainville községekkel határos.

## Népesség
A település népességének változása:
| Lakosok száma | 202  | 817  | 1333 | 1150 | 1097 | 1214 | 1391 | 1363 | 1350 | 1404 |
|               | 1968 | 1982 | 1990 | 2006 | 2013 | 2015 | 2017 | 2019 | 2020 | 2022 |